# Mel Gibson
Pour les articles homonymes, voir Gibson.
Mel Gibson (/mɛl ˈɡɪbsən/), né le 3 janvier 1956 à Peekskill, dans l'État de New York, aux (États-Unis), est un acteur, réalisateur, scénariste, producteur, militant et philanthrope américano-australo-irlandais.
Après avoir passé une partie de sa jeunesse en Australie, il devient célèbre en tenant le rôle-titre de Mad Max en 1979. Il prend ensuite place parmi les acteurs les mieux payés d’Hollywood, en tenant la vedette de L'Arme fatale en 1987. Grâce à l'énorme succès de ces deux franchises, il fonde sa propre société Icon Productions, qui lui permet de produire et de réaliser ses propres films comme Braveheart en 1995 (dans lequel il joue et pour lequel il remporte l'Oscar du meilleur réalisateur et celui du meilleur film en 1996) et La Passion du Christ, qui suscite une vive polémique en 2004. Après plusieurs années difficiles, il renoue avec le succès commercial et critique avec son cinquième long-métrage en tant que réalisateur, Tu ne tueras point (2016), qui lui permet d'obtenir plusieurs prix, dont neuf ACCTA Awards, ainsi que le People Choice Award. Le Director Hollywood Film Award lui est également décerné, avant d'être nommé aux Oscars 2017 dans six catégories, dont celles du Meilleur film et du Meilleur réalisateur.
Le 21 janvier 2023, Mel Gibson reçoit le prix honorifique de Créateur du divertissement au Joy Awards à Riyad en Arabie saoudite, aux côtés de Michael Bay et Sofia Vergara.
En 1985, Mel Gibson est le premier acteur à être élu l'« homme le plus sexy du monde » par le magazine People. Au total, les films dans lesquels il a joué (ou qu'il a réalisés) ont rapporté deux milliards de dollars aux États-Unis et cinq milliards de dollars dans le monde, ce qui le place parmi les acteurs les plus rentables de l'histoire du cinéma.

## Biographie

### Jeunesse et formation
Mel Columcille Gerard Gibson est né le 3 janvier 1956 dans la ville américaine de Peekskill dans l'État de New York. D'origine irlandaise, il est le sixième de onze enfants, fils de Hutton Gibson, un écrivain, et d'Anne Patricia (née Reilly, décédée en 1990),. La grand-mère paternelle de Gibson était la contralto d'opéra Eva Mylott (1875–1920), née en Australie de parents irlandais, tandis que son grand-père paternel, John Hutton Gibson, était un homme d'affaires millionnaire ayant fait fortune dans l'industrie américaine du tabac,. Un des plus jeunes frères de Mel Gibson, Donal Gibson, est aussi acteur. Le prénom de Mel Gibson est dérivé de la cathédrale Saint-Mel, située dans la ville natale de sa mère, Longford. Son deuxième nom, Colmcille, est inspiré d'un saint irlandais. Grâce à sa mère, Mel Gibson conserve la double nationalité irlandaise et américaine. Il est aussi résident permanent australien,.
Le 14 février 1968, le père de Mel Gibson a reçu 145 000 $ dans le cadre d'un procès pour accident de travail contre la New York Central Railroad. Peu de temps après, il déménage avec sa famille à Sydney en Australie. Mel Gibson avait alors douze ans. Pour la famille Gibson, l'émigration en Australie était la protestation contre la guerre du Viêt Nam à un moment où l'aîné risque d'être appelé sous les drapeaux. C'est aussi pour Hutton Gibson, catholique fervent, le moyen de protester contre la « décadence morale » qu'il voit dans la transformation des mœurs de la société américaine. À la suite des bouleversements liturgiques et théologiques de Vatican II, Hutton Gibson est en effet devenu traditionaliste et même un fervent sédévacantiste.
Travaillant d'abord aux côtés de ses frères dans une usine, Mel Gibson trouvera sa vocation d'acteur grâce à sa sœur qui l'incite à se présenter aux auditions de l'Institut national d'art dramatique de Sydney. Il réussit les épreuves et sera formé pendant trois ans à l’art du théâtre. C'est durant ces années qu'il commence à se présenter à des castings.

### Carrière

#### Années 1980: débuts et révélation internationale

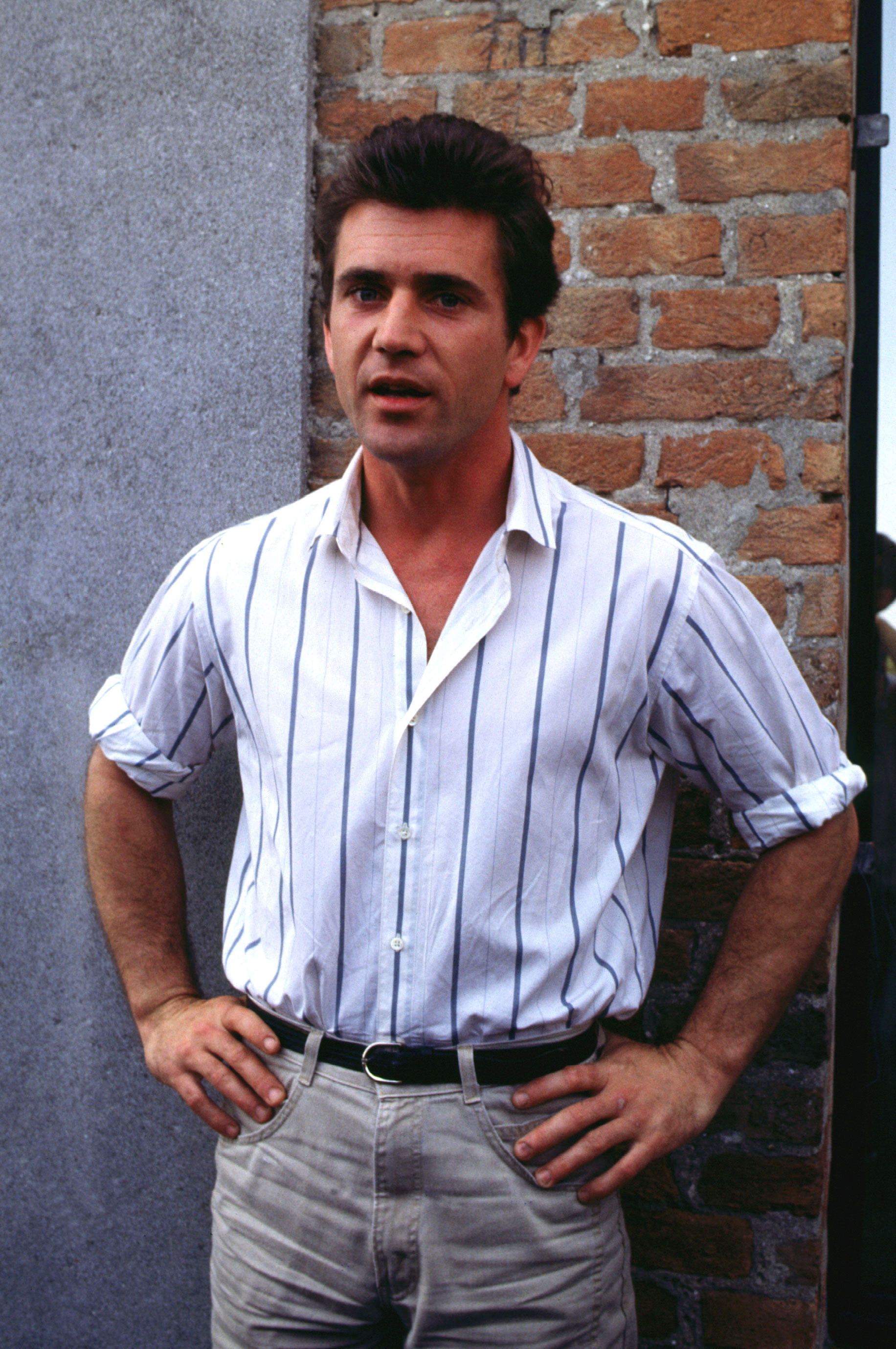
L'acteur à la Mostra de Venise, en 1985.

En 1977, à l'âge de 21 ans, Mel Gibson commence sa carrière d'acteur dans la série télévisée The Sullivans et le film Summer City. Après une bagarre dans un bar, il accompagne un ami au casting d'un film à petit budget, Mad Max de George Miller. Son allure de bad boy lui permet de décrocher le rôle et c'est ainsi qu'il connaîtra le succès en incarnant le héros de ce qui deviendra le film australien le plus rentable de tous les temps. Contre toute attente, Mel Gibson est propulsé au rang de star du cinéma et reprendra le personnage de Max Rockatansky dans les deux suites qui imposeront la saga comme l'une des références de la science-fiction post-apocalyptique (Mad Max 2 : Le Défi et Mad Max : Au-delà du dôme du tonnerre).
Son nouveau statut ne l'empêche pas de varier ses rôles, en témoignent ses prestations d'attardé mental dans Tim et de jeune soldat inconscient dans Gallipoli de Peter Weir. Ces deux interprétations lui permettent de gagner ses galons critiques, puisqu'il remporte deux fois le Prix du Meilleur acteur de la part de l'Australian Film Institute. Il retourne ensuite sous la direction de Peter Weir dans L'Année de tous les dangers aux côtés de Sigourney Weaver.
En 1984, Mel Gibson reprend le rôle de Fletcher Christian dans le film britannique Le Bounty, aux côtés d'acteurs réputés comme Anthony Hopkins, Liam Neeson et Daniel Day-Lewis. Devenu une vedette internationale réclamée par le cinéma américain, il revient dans son pays natal où il tourne la même année le film La Rivière.
En 1987, il confirme son statut de star hollywoodienne pour son rôle de flic suicidaire dans L'Arme fatale (Lethal Weapon) de Richard Donner. Ce film d'action entre polar et comédie est un énorme succès mondial. Son duo mouvementé avec Danny Glover marque à jamais le cinéma américain et lui permet de devenir l'un des acteurs les mieux payés du monde.

#### Années 1990: consécration commerciale et critique

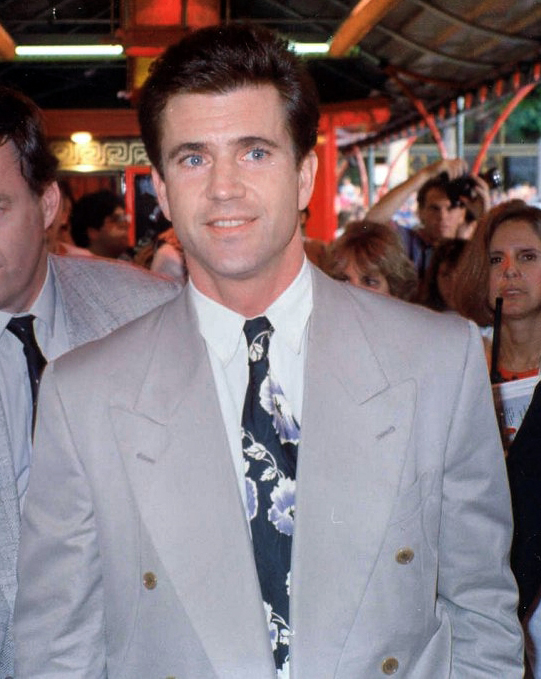
L'acteur à la première d’Air America, en 1990.

Alors que s'égrènent durant cette décennie les aventures de Martin Riggs et Roger Murtaugh, avec L'Arme fatale 2, L'Arme fatale 3 et L'Arme fatale 4, qui voient vieillir les personnages, et feront un tabac à chaque sortie, malgré une tonalité familiale chaque fois de plus en plus marquée, l'acteur multiplie les projets, et se diversifie. Les propositions de rôles deviennent de plus en plus nombreuses, et il en refuse beaucoup, comme celui de Bruce Wayne dans le Batman de Tim Burton, celui de John McClane dans Piège de cristal, celui d'Elliott Ness dans Les Incorruptibles de Brian De Palma, ainsi que des rôles dans Les Affranchis et dans Abyss.
En 1990, l'acteur s'écarte des blockbusters pour tenter la tragédie classique, en interprétant Hamlet dans le film de Franco Zeffirelli. Il en profite pour créer sa société Icon Productions avec son associé Bruce Davey, afin de produire des films plus intimistes comme Forever Young et L'Homme sans visage, qui marque ses débuts à la réalisation. Ce virage vers des œuvres plus personnelles ne l'empêche pas de retourner dans des films grand public, et c'est ainsi qu'il retrouve Richard Donner pour le western Maverick, aux côtés de Jodie Foster et James Garner.
En 1995, Mel Gibson s'attaque à son œuvre la plus ambitieuse, le film historique Braveheart, dans lequel il incarne le révolutionnaire écossais William Wallace. Ce grand succès public et critique relance les films épiques dans le cinéma hollywoodien et permet à Mel Gibson de remporter l'Oscar du meilleur film et du meilleur réalisateur, ainsi que le Golden Globe du meilleur réalisateur.
Entretemps, il prête sa voix au capitaine John Smith dans le film d'animation Pocahontas : une légende indienne des Studios Disney. Après ces triomphes au box-office, il enchaîne les films policiers, qui l'amènent vers un cinéma de plus en plus noir (La Rançon, Complots, Payback), tout en s'essayant au film d'auteur avec The Million Dollar Hotel de Wim Wenders. La même année, à l'opposé, il double son avatar animé dans la série télévisée Les Simpson, lors du 1er épisode de la onzième saison de la série, intitulé Mel Gibson les cloches.

#### Années 2000: apogée et controverses
En 2000, Mel Gibson poursuit dans le doublage pour le film d'animation Chicken Run, mais reprend surtout le combat pour le film de guerre The Patriot, de Roland Emmerich, et Nous étions soldats de Randall Wallace, le scénariste de Braveheart.
Parallèlement, il s'essaie à la comédie romantique avec Ce que veulent les femmes de Nancy Meyers et retrouve la science-fiction dans Signes de M. Night Shyamalan. L'acteur est au sommet puisque ces deux derniers films font les meilleures recettes de sa carrière et permettent à ses cachets de s’élever jusqu'à 25 000 000 $.
En 2003, Mel Gibson écrit, produit et réalise le péplum biblique La Passion du Christ. Cette reconstitution des douze dernières heures de Jésus Christ fait énormément de bruit car il a choisi de la tourner en araméen, en hébreu et en latin. Les critiques du film sont très partagées, déplorant les scènes extrêmement violentes,,. Cela ne l'empêche pas de battre des records au box-office en devenant le plus grand succès pour un film indépendant et d'être nommé pour trois Oscars.
Ces rentrées financières lui permettent de lancer un projet plus risqué : en 2006, il poursuit en effet sa carrière de réalisateur avec Apocalypto, une fresque brutale sur l'empire maya avant sa conquête par les Espagnols, avec une distribution d'acteurs quasi inconnus de nationalité amérindienne ou mexicaine. Là encore, la sortie du film est accompagnée de nombreux débats quant à la direction prise par le cinéma de Gibson. Mais c'est surtout une image publique de plus en plus controversée qui l'amène à s'éloigner des plateaux.

#### Années 2010: retrait, seconds rôles et grand retour

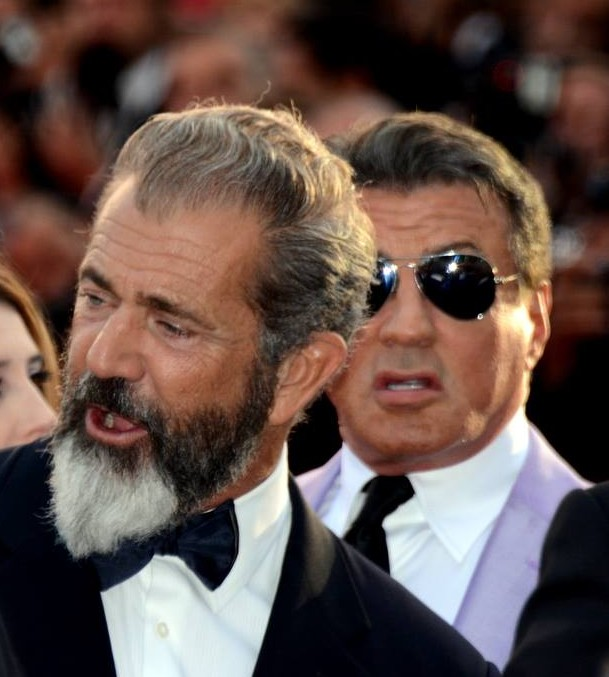
L'acteur au Festival de Cannes 2014, pour la première de Expendables 3 (avec Sylvester Stallone en arrière-plan).

En 2010, après six ans d'absence en tant qu'acteur, il revient devant la caméra pour le thriller d'action Hors de contrôle, de Martin Campbell. Mais c'est en 2011 qu'il livre une interprétation étonnante en tête d'affiche du film indépendant Complexe du Castor, de Jodie Foster, à qui il avait autrefois donné la réplique dans Maverick, et devenue depuis une amie proche.
Il enchaîne avec le petit film d'action Kill the Gringo, dont il signe aussi le scénario, mais qui passe inaperçu.
L'acteur se contente donc de seconds rôles dans des projets mineurs : il incarne l'opposant principal du film Machete Kills de Robert Rodriguez et dans le blockbuster vintage Expendables 3, il prête ses traits à Conrad Stonebanks, un dangereux et redoutable trafiquant d'armes.
En 2015, c'est sous la direction du metteur en scène français Jean-François Richet, pour l'adaptation du roman Blood Father de Peter Craig, qu'il prépare son retour : il y incarne un ancien détenu essayant de protéger son enfant de dangereux trafiquants de drogue.
La même année, il est choisi par le réalisateur Xiao Feng afin d'occuper le poste de directeur artistique du film Les Sentinelles du Pacifique, œuvre relatant le bombardement de la ville de Chongqing par les forces armées japonaises durant la Seconde Guerre mondiale. L'armée, sous le commandement de Tchang Kaï-chek, utilisait la ville pour se ravitailler. Les Sentinelles du Pacifique sera réalisé en 3D. Bruce Willis obtient un rôle dans le casting. Mais la sortie du film est entachée par des démêlés judiciaires pour détournement de fonds de la part de l'actrice Fan Bingbing.
Il dirige ensuite son 5e long métrage, Tu ne tueras point (Hacksaw Ridge), avec Andrew Garfield dans le rôle de Desmond Doss, premier objecteur de conscience à avoir remporté la Medal of Honor pour son courage pendant la bataille d'Okinawa durant la Seconde Guerre mondiale. Le film sort fin 2016 et lui vaut d'obtenir une nomination au Golden Globe du meilleur réalisateur et plusieurs distinctions. L'œuvre du cinéaste est également nommée dans 6 catégories dont meilleur acteur, meilleur film et meilleur réalisateur, aux Oscars 2017.
Parallèlement, Tu ne tueras point permet à Gibson de renouer avec le succès commercial, puisqu'il totalise près de 175 millions de $ de recettes mondiales, pour un budget de 40 millions $,. L'accueil critique est plus contrasté : ainsi en France, Écran large (« impeccable de tenue et de construction dramatique ») ou 20 minutes (« fresque dont le souffle épique laisse le spectateur sonné par sa puissance et sa virtuosité ») le portent aux nues, tandis que d'autres tels que Le Monde exprime son malaise face au « prosélytisme » du réalisateur qui voudrait à la fois « élever l’âme et satisfaire les plus bas instincts du spectateur », et que La Croix le juge « obscène, abject et complaisant ».
En 2017, il interprète le père de Mark Wahlberg dans la comédie Very Bad Dads 2.
Dans The Professor and the Madman de Farhad Safinia, coscénariste de Apocalypto, il joue aux côtés de Sean Penn.

#### Années 2020
En 2021, il apparaît aux côtés de Naomi Watts et Frank Grillo dans le film d'action Boss Level signé Joe Carnahan. En 2022, il retrouve Mark Wahlberg et interprète pour la deuxième fois son père sur grand écran dans le film biographique Père Stu : un héros pas comme les autres, consacré à Stuart Long et réalisé par sa compagne Rosalind Ross.
En outre, Mel Gibson est dirigé par le réalisateur français Romuald Boulanger dans On the Line qui sort en vidéo en 2022. L'acteur y incarne un animateur radio de nuit confronté à un interlocuteur hostile.
Lors de l'événement An Experience With samedi 13 novembre 2021 à Londres, l'acteur-réalisateur confirme qu'il réalisera le cinquième opus de L'Arme Fatale, tout en restant l'interprète de Martin Riggs, en hommage à Richard Donner.
En juin 2023, Mel Gibson démarre le tournage de Vol à haut risque en tant que réalisateur. Le film met en scène Michelle Dockery dans le rôle d'une Federal Air Marshall transportant en petit avion un témoin à charge incarné par Topher Grace à travers la nature sauvage de l'Alaska. Le rôle du pilote est interprété par Mark Wahlberg. Le scénario, inscrit sur The Black List, est écrit par Jared Rosenberg. Il s'agit là de son sixième long métrage et de sa troisième collaboration avec Mark Wahlberg. Le film est projeté en salle début 2025.
L'année 2025 sera également marquée par le tournage de la suite de La Passion du Christ[réf. nécessaire].

## Vie privée

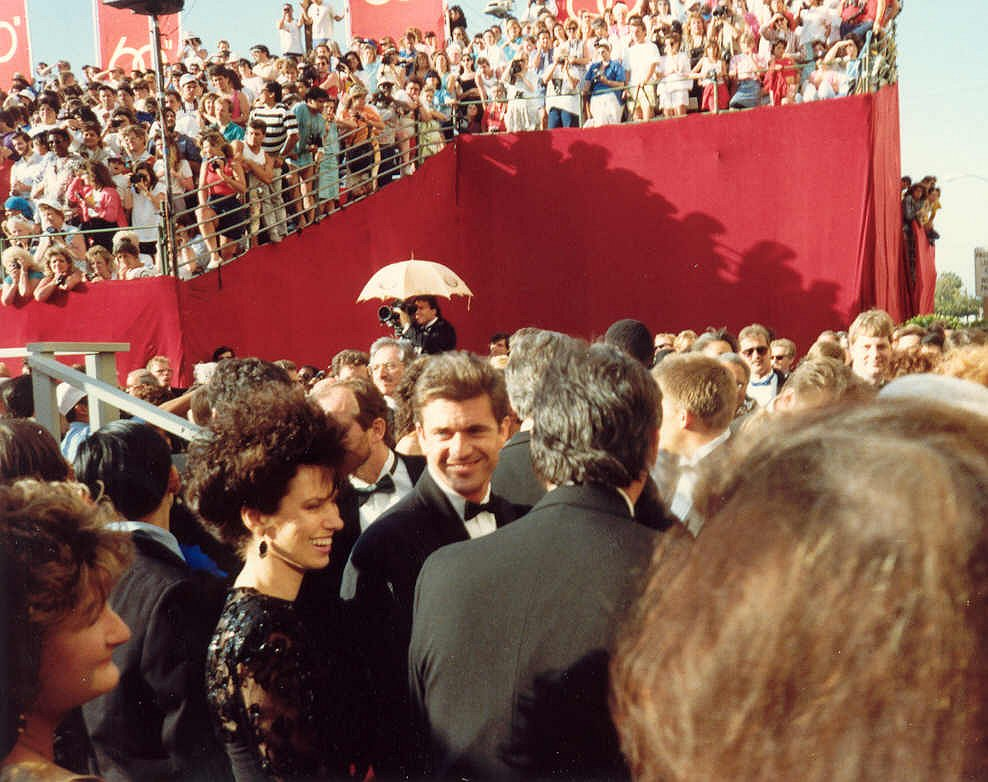
L'acteur avec sa première femme, Robyn, aux Oscars 1988.

Mel Gibson a épousé Robyn Denise Moore le 7 juin 1980, dans la ville de Forestville, en Nouvelle-Galles du Sud (Australie). Le couple a donné naissance à sept enfants (une fille et six garçons) : Hannah, Edward, Christian, William, Louis, Milo et Thomas. Sa fille Hannah Gibson s'est mariée au musicien Kenny Wayne Shepherd le 16 septembre 2006.
En avril 2007, son épouse Robyn demande le divorce après 27 ans de mariage.
Le 30 octobre 2009, sa fiancée Oksana Grigorieva met au monde une fille nommée Lucia. C'est le 8e enfant de Mel Gibson. Oksana Grigorieva et Mel Gibson se séparent en avril 2010 et l'année suivante, Gibson sera condamné pour violences conjugales,,.
Il fréquente, depuis 2014, la cavalière et scénariste Rosalind Ross. En septembre 2016, il est annoncé que Rosalind attend un enfant, il s'agira du neuvième pour Mel et du premier pour Rosalind. Elle donne naissance en janvier 2017 à un garçon prénommé Lars Gerard.
Selon le Los Angeles Times, Mel Gibson possédait un patrimoine de 850 millions de dollars en 2006, ce qui faisait de lui l'acteur le plus riche de Los Angeles et la 47e plus grosse fortune de cette ville. Ses propriétés incluent une villa à Malibu, une île privée dans les Fidji, ainsi que des ranch en Australie et au Costa Rica. Cependant, son divorce lui a coûté 400 millions de dollars et reste jusqu'à présent le plus cher de l'histoire d'Hollywood.

### Religion et opinions politiques
Mel Gibson a été élevé comme un catholique sédévacantiste.
Il est décrit comme « ultraconservateur ».

## Controverses

### Politique
Mel Gibson ne s'est jamais publiquement identifié aux conservateurs républicains américains en dépit d'affirmations contraires dans des journaux comme le Washington Times ou le site WorldNetDaily. Il devait produire le film de Michael Moore, Fahrenheit 9/11, mais cède finalement ses droits à Miramax. Moore affirme alors que les Républicains ont intimidé Mel Gibson. En 1995, dans une interview à Playboy Magazine, il s'en est pris au président Bill Clinton en qui il voit un opportuniste de bas niveau. Opposé à la guerre d'Irak, Mel Gibson indique en 2006 que dans certains événements ou personnages de son film Apocalypto, il y a un peu du président « George W. Bush et de ses gars ».[pas clair]
Lors de l'élection présidentielle américaine de 2024, il affiche son soutien à Donald Trump. Le 16 décembre 2024 celui-ci le nomme honorifiquement « ambassadeur de Trump à Hollywood » avec pour mission d'être « les yeux et les oreilles » du président au sein de l'industrie cinématographique.

### Addictions et antisémitisme

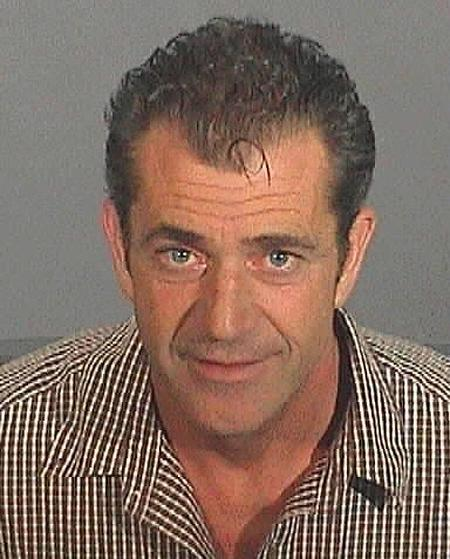
Photo prise par le Los Angeles County Sheriff's Department en juillet 2006.

Selon Wensley Clarkson, auteur d'une biographie non autorisée de Mel Gibson, l'acteur connaîtrait des problèmes avec l'alcool depuis l'adolescence. En 1984, il était déjà arrêté pour conduite en état d'ivresse à Toronto, au Canada. En 2004, dans une interview avec Diane Sawyer, il reconnaît avoir abusé de drogues dans le passé au même titre que de l'alcool.
Le 28 juillet 2006, il est arrêté en état d'ivresse et tient des propos antisémites. Il présentera ses excuses, le 1er août 2006, à la communauté juive, excuses qui sont acceptées par l'organisation Anti-Defamation League. Le 17 août 2006, il plaide coupable et est condamné à trois ans de mise à l'épreuve,. Il annonce alors s'être inscrit à un programme de désintoxication.
En 2012, le scénariste Joe Eszterhas publie dans la presse une lettre l'accusant d'antisémitisme sur fond de règlement de comptes professionnel,.
Ses déboires ont valu à Mel Gibson d'être parodié dans la série télévisée South Park (épisode La Passion du Juif), où il est décrit comme un dangereux sado-masochiste, et dans Big Movie où il est en prison à la suite de son arrestation pour conduite en état d'ivresse.

## Philanthropie

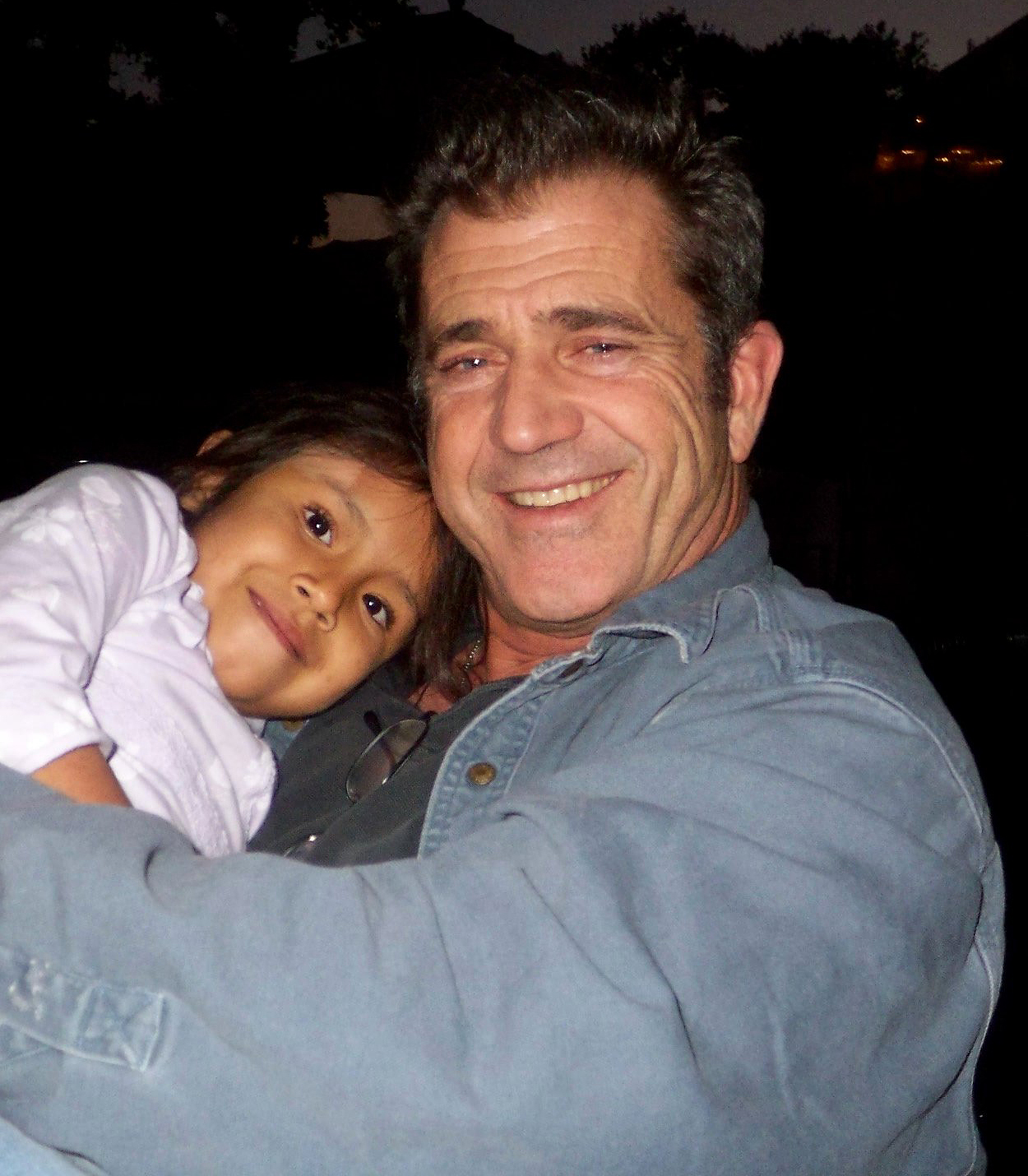
Mel Gibson portant Domenica, une enfant orpheline équatorienne, dans le cadre d'un événement caritatif en 2007.

La famille Gibson n'a pas pour habitude de communiquer au sujet de son engagement humanitaire, cependant on a su qu'elle a soutenu des institutions en leur donnant des sommes substantielles. Parmi ces institutions philanthropiques se trouve Healing the Children. D'après Cris Embleton, l'un de ses fondateurs, les Gibson ont donné plusieurs millions de dollars pour financer des traitements médicaux pour les enfants dans le besoin à travers le monde.
Les Gibson ont aussi soutenu les arts : ils ont financé la restauration d'œuvres d'art de la Renaissance et donné plusieurs millions de dollars au NIDA, où Mel Gibson avait fait ses classes.
Pendant le tournage d'Apocalypto au Mexique, Mel Gibson a donné un million de dollars au Rotary Club pour construire des maisons pour les personnes qui avaient perdu leur toit à la suite d'une inondation, dans la région de Yucatan. Le réalisateur a commenté son geste : « Ils ont beaucoup d'inondations là-bas. C'était comme en Louisiane, dans ces régions plus au sud. Ils ont connu une très importante inondation et quelque chose comme un million de personnes se sont retrouvées déplacées et dépouillées. J'ai toujours en tête que si vous allez dans le pays de quelqu'un d'autre pour faire un film, vous n'y allez pas pour juste profiter des lieux. Vous apportez un cadeau. C'est comme aller dans la maison de quelqu'un. Vous leur apportez une bouteille de vin, un bouquet de fleurs ou une boîte de chocolat et c'est le même genre de chose sur une plus grande échelle quand vous allez dans le pays de quelqu'un et qu'ils vont vous aider à faire votre film. Vous les aidez d'abord d'une certaine manière ou bien vous leur donnez un cadeau ou alors vous les aidez de la manière que vous pouvez. C'est pourquoi nous les avons en quelque sorte aidés pour les dégâts liés à l'inondation. »
Mel Gibson a fait don de 500 000 dollars au El Mirador Basin Project pour protéger la dernière piste à travers la forêt vierge en Amérique centrale et pour poursuivre les recherches archéologiques concernant la civilisation des Mayas. En juillet 2007, il a visité de nouveau l'Amérique centrale pour faire des dons et organiser leur utilisation pour la population indigène. Il est même allé jusqu'à rencontrer Óscar Arias Sánchez, le président du Costa Rica. Il a aussi financé la construction d'une église pouvant accueillir 400 personnes par un don de 37 millions de dollars dans les collines de Malibu (Californie), où il habite. Par ailleurs, Mel Gibson possède la compagnie qui effectuera ces travaux. Des messes respectant la forme tridentine du rite romain y sont célébrées chaque matin.
Il s'engage également pour la cause des enfants défavorisés à travers son association Mending Kids dont les fonds servent à soigner des enfants malades.
Mel Gibson a également soutenu Robert Downey Jr. lors de ses moments difficiles liés à ses addictions . Celui-ci déclarera lors de son discours en 2011 aux American Cinematheque Awards : « Grâce à lui j'ai pu avoir un toit sur la tête et de quoi manger sur la table. » En effet, Robert Downey Jr ayant été privé de rôles au cinéma à partir de 2001 en raison d'une nouvelle arrestation pour détention et consommation de stupéfiants, Mel Gibson a tout fait pour l'aider en l'engageant et en payant sa prime de risque pour The Singing Detective de Keith Gordon.

## Filmographie

### Acteur

#### Années 1970
- 1977 : Summer City de Christopher Fraser : Scollop
- 1979 : Mad Max de George Miller : Max Rockatansky
- 1979 : Tim de Michael Pate : Tim Melville

#### Années 1980
- 1981 : Gallipoli de Peter Weir : Frank Dunne
- 1981 : Mad Max 2 : Le Défi (The Road Warrior) de George Miller : « Mad » Max Rockatansky
- 1982 : Force de frappe (Attack Force Z) de Tim Burstall : capitaine Paul Kelly
- 1982 : L'Année de tous les dangers (The Year of Living Dangerously) de Peter Weir : Guy Hamilton
- 1984 : Le Bounty (The Bounty) de Roger Donaldson : Fletcher Christian
- 1984 : La Rivière (The River) de Mark Rydell : Tom Garvey
- 1984 : Mrs. Soffel de Gillian Armstrong : Ed Biddle
- 1985 : Mad Max : Au-delà du dôme du tonnerre (Mad Max: Beyond Thunderdome) de George Miller : « Mad » Max Rockatansky
- 1987 : L'Arme fatale (Lethal Weapon) de Richard Donner : Sgt. Martin Riggs
- 1988 : Tequila Sunrise de Robert Towne : Dale « Mac » McKussic
- 1989 : L'Arme fatale 2 (Lethal Weapon 2) de Richard Donner: Martin Riggs

#### Années 1990
- 1990 : Comme un oiseau sur la branche (Bird on a Wire) de John Badham : Rick Jarmin
- 1990 : Air America de Roger Spottiswoode : Gene Ryack
- 1990 : Hamlet de Franco Zeffirelli : Hamlet
- 1992 : L'Arme fatale 3 (Lethal Weapon 3) de Richard Donner: Martin Riggs
- 1992 : Forever Young de Steve Miner : capitaine Daniel McCormick
- 1993 : L'Homme sans visage (The Man Without a Face) de lui-même : Justin McLeod
- 1994 : Maverick de Richard Donner : Bret Maverick
- 1995 : Braveheart de lui-même : William Wallace
- 1995 : Casper de Brad Silberling : lui-même (caméo)
- 1996 : La Rançon (Ransom) de Ron Howard : Tom Mullen
- 1996 : Drôles de pères (Fathers' Day) d'Ivan Reitman : Scotty, le perceur professionnel (caméo non crédité)
- 1997 : Complots (Conspiracy Theory) de Richard Donner : Jerry Fletcher
- 1997 : Le Mystère des fées : Une histoire vraie (FairyTale: A True Story) de Charles Sturridge : le père de Frances (caméo)
- 1998 : L'Arme fatale 4 (Lethal Weapon 4) de Richard Donner : Martin Riggs
- 1999 : Payback de Brian Helgeland : Porter

#### Années 2000
- 2000 : The Million Dollar Hotel de Wim Wenders : l'inspecteur Skinner
- 2000 : The Patriot : Le Chemin de la liberté (The Patriot) de Roland Emmerich : le capitaine / colonel Benjamin Martin
- 2000 : Ce que veulent les femmes (What Women Want) de Nancy Meyers : Nick Marshall
- 2002 : Nous étions soldats (We Were Soldiers) de Randall Wallace : lieutenant-colonel Hal Moore
- 2002 : Signes (Signs) de M. Night Shyamalan : Graham Hess
- 2003 : The Singing Detective de Keith Gordon : Dr Gibbon
- 2004 : Paparazzi : Objectif chasse à l'homme (Paparazzi) de Paul Abascal : un patient du thérapeute (caméo)

#### Années 2010
- 2010 : Hors de contrôle (Edge of Darkness) de Martin Campbell : Thomas Craven
- 2011 : Le Complexe du castor (The Beaver) de Jodie Foster : Walter Black
- 2012 : Kill the Gringo d'Adrian Grunberg : Barns, le chauffeur
- 2013 : Machete Kills de Robert Rodriguez : Luther Voz
- 2014 : Expendables 3 (The Expendables 3) de Patrick Hughes : Conrad Stonebanks
- 2016 : Blood Father de Jean-François Richet : John Link
- 2017 : Very Bad Dads 2 (Daddy's Home 2) de Sean Anders : Kurt Mayron
- 2018 : Traîné sur le bitume (Dragged Across Concrete) de S. Craig Zahler : Brett Ridgeman
- 2019 : The Professor and the Madman de Farhad Safinia : James Murray

#### Années 2020
- 2020 : Force of Nature de Michael Polish : Ray Barrett
- 2020 : Fatman de Eshom Nelms et Ian Nelms : Chris Cringle
- 2021 : Boss Level de Joe Carnahan : Colonel Clive Ventor
- 2021 : Dangerous de David Hackl : Dr Alderwood
- 2021 : Waldo, détective privé (Last Looks) de Tim Kirkby : Alastair Pinch
- 2022 : Père Stu : Un héros pas comme les autres (Father Stu) de Rosalind Ross : Bill Long
- 2022 : Panama de Mark Neveldine : Stark
- 2022 : Agent Game de Grant S. Johnson : Olsen
- 2022 : Hot Seat de James Cullen Bressack : Wallace Reed
- 2022 : Bandit d'Allan Ungar : Tommy
- 2022 : On the Line de Romuald Boulanger : Elvis Cooney
- 2023 : Confidential Informant de Michael Oblowitz : Kevin Hickey
- 2023 : Desperation Road (en) de Nadine Crocker : Mitchell Gaines
- 2024 : Boneyard (en) de Asif Akbar (en) : Agent spécial du FBI Petrovick
- 2024 : Monster Summer (en) de David Henrie : Gene Carruthers

#### Doublage
- 1995 : Pocahontas : Une légende indienne (Pocahontas) de Mike Gabriel et Eric Goldberg : John Smith
- 2000 : Chicken Run de Nick Park et Peter Lord : Rocky
- 1999 : Les Simpson (The Simpsons) : Mel Gibson les cloches : lui-même

#### Série TV
- 2023 : Le Continental : D'après l'Univers de John Wick (The Continental : From the World of John Wick) (mini-série TV) : Cormac O'Connor

### Réalisateur
- 1993 : L'Homme sans visage (The Man Without a Face)
- 1995 : Braveheart
- 2004 : La Passion du Christ (The Passion of the Christ)
- 2006 : Apocalypto
- 2016 : Tu ne tueras point (Hacksaw Ridge)
- 2025 : Vol à haut risque (Flight Risk)

### Producteur
- 2005 : Leonard Cohen: I'm Your Man de Lian Lunson (producteur exécutif[63])
- 2014 : Hysteria (Stonehearst Asylum) de Brad Anderson
- 2023 : Sound of Freedom de Alejandro Gómez Monteverde (en) (producteur exécutif)

## Cachets
Cette liste reprend les cachets fixes significatifs du moins élevé au plus élevé de la carrière de Mel Gibson.
| Année | Film                                  | Cachet,      |
| ----- | ------------------------------------- | ------------ |
| 1977  | Summer City                           | 400 $        |
| 1979  | Mad Max                               | 15 000 $     |
| 1985  | Mad Max : Au-delà du dôme du tonnerre | 1 200 000 $  |
| 1992  | L'Arme fatale 3                       | 10 000 000 $ |
| 1994  | Maverick                              | 15 000 000 $ |
| 1996  | La Rançon                             | 20 000 000 $ |
| 1997  | Complots                              | 20 000 000 $ |
| 1998  | L'Arme fatale 4                       | 20 000 000 $ |
| 2000  | The Patriot : Le Chemin de la liberté | 25 000 000 $ |
| 2000  | Chicken Run                           | 1 000 000 $  |
| 2002  | Signes                                | 25 000 000 $ |
| 2002  | Nous étions soldats                   | 25 000 000 $ |

## Distinctions

### Récompenses
Cette liste reprend les récompenses les plus prestigieuses remises à Mel Gibson.
| Récompense                      | Année | Catégorie                | Film               |
| ------------------------------- | ----- | ------------------------ | ------------------ |
| Australian Film Institute Award | 1979  | Meilleur acteur          | Tim                |
| Australian Film Institute Award | 1981  | Meilleur acteur          | Gallipoli          |
| MTV Movie Awards                | 1993  | Meilleure scène d'action | L'Arme fatale 3    |
| MTV Movie Awards                | 1993  | Meilleur duo à l'écran   | L'Arme fatale 3    |
| Oscars                          | 1996  | Meilleur film            | Braveheart         |
| Oscars                          | 1996  | Meilleur réalisateur     | Braveheart         |
| Golden Globes                   | 1996  | Meilleur réalisateur     | Braveheart         |
| Critics' Choice Movie Award     | 1996  | Meilleur réalisateur     | Braveheart         |
| Blockbuster Entertainment Award | 1997  | Meilleur acteur          | La Rançon          |
| Blockbuster Entertainment Award | 1998  | Meilleur acteur          | Complots           |
| Blockbuster Entertainment Award | 2000  | Meilleur acteur          | The Patriot        |
| Festival du film de Hollywood   | 2016  | Meilleur réalisateur     | Tu ne tueras point |

### Nominations
- 1983 : Saturn Award de la meilleure performance masculine dans un film d'action pour Mad Max 2 (1981)
- 1983 : Australian Film Institute de la meilleure performance masculine dans un film d'action pour L'Année de tous les dangers (1982)
- 1993 : MTV Movie Awards du meilleur baiser dans un film d'action pour L'Arme fatale 3 (1992) partagé avec Rene Russo
- 1993 : MTV Movie Awards de l'homme le plus désirable dans un film d'action pour L'Arme fatale 3 (1992)
- 1993 : MTV Movie Awards de la meilleure scène d'action pour L'Arme fatale 3 (1992)
- 1996 : MTV Movie Awards de l'homme le plus désirable
- 1996 : MTV Movie Awards de la meilleure performance masculine dans un film dramatique pour Braveheart (1995)
- 1996 : Nomination au David Lean Award lors des BAFTA Awards pour sa réalisation pour Braveheart (1995)
- 1996 : Directors Guild of America du meilleur réalisateur pour Braveheart (1995)
- 1997 : Golden Globe du meilleur acteur dans un film dramatique pour La rançon (1996)
- 1999 : Blockbuster Entertainment Awards du meilleur duo dans un film d'action pour L'Arme fatale 4 (1998) partagé avec Danny Glover
- 1999 : MTV Movie Awards de la meilleure scène d'action dans un film d'action pour L'Arme fatale 4 (1998) partagé avec Danny Glover
- 2000 : Blockbuster Entertainment Awards du meilleur acteur un film d'action pour Payback (1999)
- 2001 : Blockbuster Entertainment Awards du meilleur acteur dans une comédie romantique pour Ce que veulent les femmes (2000)
- 2001 : Golden Globes de la meilleure performance masculine dans un film dramatique pour Ce que veulent les femmes (2000)
- 2001 : MTV Movie Awards de la meilleure performance masculine dans un film dramatique pour The Patriot (2000)
- 2001 : Kids' Choice Awards de la meilleure voix dans un film d'animation pour Chicken Run (2000)
- 2003 : Fangoria Chainsaw Awards du meilleur acteur dans un film dramatique pour Signes (2002)
- 2007 : BAFTA Awards du meilleur film en langue non anglais pour Apocalypto (2006)
- 2007 : Saturn Award du meilleur réalisateur dans le film dramatique Apocalypto (2006)
- 2014 : Globe de Crystal pour sa contribution à l'industrie cinématographique (2014)
- 2016 : Critic's Choice Movie Award du meilleur film pour Tu ne tueras point (2016)
- 2016 : Hollywood Director Film Award pour Tu ne tueras point (2016)
- 2016 : Huading Global Film Award pour Tu ne tueras point (2016)
- 2016 : Critic's choice Award Best action movie pour Tu ne tueras point (2016)
- 2017 : ACCTA Internationale du meilleur réalisateur pour Tu ne tueras point (2017)
- 2017 : ACCTA Award du Meilleur Film pour Tu ne Tueras point (2017)
- 2017 : AFI Awards 2016 Honoring a year of excellence Epic American War Movie pour Tu ne tueras point (2017)

### Autres distinctions
En 1985, il est le premier à être élu « Homme le plus sexy » par le magazine People.
En 1995, il refuse discrètement de se faire conférer le grade de chevalier de l'ordre des Arts et des Lettres, en protestation contre la reprise des essais nucléaires en Polynésie française.
Le 25 juillet 1997, Mel Gibson est nommé officier de l'ordre d'Australie (AO) en reconnaissance de ses « services pour l'industrie du film australien ».
En 2004, Time magazine le choisit avec Michael Moore pour être « la personnalité de l'année » mais il refuse les séances photos et l'interview. La couverture montre finalement George W. Bush.

## Voix francophones
En France, Jacques Frantz, décédé en mars 2021, a été la voix française régulière de Mel Gibson depuis le troisième volet de Mad Max. Il a été doublé aussi par Patrick Floersheim (Mad Max et Mad Max 2 : Le Défi), Claude Giraud (L'Année de tous les dangers et Le Bounty) à chacun deux reprises. D'autres comédiens ont doublé Mel Gibson une fois chacun : Jacques Bernard dans Summer City, Patrick Poivey dans Tim, Joël Martineau dans Gallipoli, Bernard Murat dans Attack Force Z, Jean-Pierre Bouvier dans La Rivière, Jean-Pierre Moulin dans Mrs Soffel, Guillaume Orsat dans Drôles de pèresou encore Michaël Cermeno dans The Professor and the Madman.
À la suite du décès de Jacques Frantz, Mel Gibson est doublé par Gabriel Le Doze dans Dangerous, Féodor Atkine dans Waldo, détective privé et Michelangelo Marchese dans le film Panama.
Par la suite, Emmanuel Jacomy devient en quelque sorte la nouvelle voix française régulière de Mel Gibson, le doublant dans Père Stu : Un héros pas comme les autres, Agent Game, Bandit, Hot Seat ou encore la série Le Continental.
Au Québec, Hubert Gagnon, décédé en 2020, a été la voix régulière de l'acteur sauf dans L'Arme fatale 4 où il est doublé par Denis Mercier. Depuis, Sylvain Hétu lui a succédé.
Versions françaises
- Jacques Frantz (*1947 - 2021) dans : Mad Max au-delà du dôme du tonnerre, la saga de L'Arme fatale, Maverick, Braveheart, Complots, Payback, Le Complexe du castor, etc.

Versions québécoises
- Hubert Gagnon (*1947 - 2020)